# Torsten Jülich
Torsten Jülich (* 1. Dezember 1974 in Borna) ist ein deutscher Fußballspieler. Er ist Abwehrspieler und stand bis zu seinem Karriereende als aktiver Spieler bei dem damaligen Fußball-Oberligisten 1. FC Lokomotive Leipzig unter Vertrag.

## Karriere
Der gelernte Modellbauer spielte in seiner Jugend bei dem Verein Aktivist Borna, dem heutigen Bornaer SV 91, sowie beim 1. FC Lokomotive Leipzig. 
Von 1996 bis 2003 spielte er in der ersten Mannschaft des VfB Leipzig.
Jülich stand von 2003 bis Mitte 2007 bei dem Verein Eintracht Braunschweig unter Vertrag. Mit diesem Verein stieg er 2005 in die 2. Fußball-Bundesliga auf.
Nach zwei Jahren in der 2. Fußball-Bundesliga stieg Jülich mit seinem Verein zum Ende der Saison 2006/07 in die Regionalliga ab. Nach jener Saison wechselte Jülich im Sommer 2007 zum Oberligisten 1. FC Saarbrücken.
Seit der Saison 2008/2009 spielte Jülich wieder in Leipzig beim 1. FC Lokomotive Leipzig. Nach 58 Spielen und 3 Toren beendete er seine Karriere 2010 ebenda.

### Erfolge
- Aufstieg in die 2. Fußball-Bundesliga mit Eintracht Braunschweig 2005